# Macellopis plantei
Macellopis plantei är en fjärilsart som beskrevs av François Louis Nompar de Caumont de Laporte 1974. Macellopis plantei ingår i släktet Macellopis och familjen nattflyn. Inga underarter finns listade i Catalogue of Life.